# The Lie (film 1915)
The Lie è un cortometraggio muto del 1915. Il nome del regista non viene riportato nei credit del film che, prodotto dalla Reliance Film Company, aveva come interpreti Adoni Fovieri, William Hinckley, Joseph Singleton e la piccola Betty Marsh.

## Trama
Sposato felicemente con Joan che, in attesa di un bambino non ha ancora detto niente al marito, David parte per la pesca con Caleb, il suo socio. Quella notte si scatena una tempesta e Joan, la mattina seguente, dopo una notte in preghiera, vede alcuni pescatori che riportano un corpo. Si tratta di Caleb che si è salvato e racconta come invece David sia annegato. Geloso dell'amico e innamorato anche lui di Joan, vuole sposarla. E, quando lei mette alla luce il bambino, insiste nel suo progetto. Lei, per il bene del figlio, accetta ponendo però come condizione, con la speranza del ritorno del marito, di aspettare ancora un anno.

Sono passati tre anni. Caleb, sposato adesso con Joan, siede alla finestra. Da fuori, uno sconosciuto gli fa cenno di uscire: è David di ritorno. I due vanno alla spiaggia e David racconta di essere stato salvato da una baleniera e non è potuto tornare prima. Caleb gli dice che è sposato con Joan e che ora lui deve andarsene. I due vengono alle mani e Caleb tira fuori un coltello, cercando di colpire l'altro, David lo disarma e ne ha il sopravvento. In quel momento arriva di corsa il bambino che gli grida di non uccidere il suo papà. David, a questo punto, decide di andare via. Sulla scena sopraggiunge Joan che sente mentire Caleb. Gli chiede chi fosse quello sconosciuto e lui è costretto ad ammettere la sua bugia. Preso il bambino, la donna corre dietro al marito dicendogli di tornare e che il figlio è suo. Rendendosi conto di avere ormai perso Joan, Caleb lascia campo libero a David che, felice, può abbracciare la moglie e il suo piccolo.

## Produzione
Il film fu prodotto dalla Reliance Film Company.

## Distribuzione
Distribuito dalla Mutual, il film - un cortometraggio di una bobina - uscì nelle sale statunitensi il 19 luglio 1915.

### Conservazione
Copia della pellicola con didascalie in olandese si trova conservata negli archivi del Filmmuseum Netherland, EYE Institut.